# UCI Coupe des Nations U23 2022
L'UCI Coupe des Nations U23 2022 est la 16e édition de l'UCI Coupe des Nations U23. Elle est réservée aux cyclistes de sélection nationales de moins de 23 ans. Elle est organisée par l'Union cycliste internationale et fait partie du calendrier des circuits continentaux. 
Quatre épreuves sont au programme, auxquelles il faut ajouter le championnat du monde espoirs et les championnats continentaux espoirs,.

## Résultats

### Épreuves
| Date           | Épreuve                                               | Pays        | Vainqueur           | Deuxième                 | Troisième           | Leader (nations) |
| -------------- | ----------------------------------------------------- | ----------- | ------------------- | ------------------------ | ------------------- | ---------------- |
| 26 mars        | Championnat d'Asie du contre-la-montre espoirs        | Tadjikistan | Ahmed Madan         | Aleksey Fomovskiy        | Aidin Aliyari       | Bahreïn          |
| 27 mars        | Gand-Wevelgem espoirs                                 | Belgique    | Samuel Watson       | Sebastian Kolze Changizi | Valentin Retailleau | Grande-Bretagne  |
| 28 mars        | Championnat d'Asie sur route espoirs                  | Tadjikistan | Gleb Brussenskiy    | Daniil Pronskiy          | Nicolas Vinokourov  | Grande-Bretagne  |
| 12 mai         | Championnat panaméricains du contre-la-montre espoirs | Argentine   | Juan Manuel Barboza | Johan Porras             | Arián Etcheverry    | Grande-Bretagne  |
| 14 mai         | Championnat panaméricains sur route espoirs           | Argentine   | Nicolás Gómez       | Bredio Ruíz              | Vicente Rojas       | Grande-Bretagne  |
| 2-5 juin       | Course de la Paix-Grand Prix Jeseníky                 | Tchéquie    | Lennert Van Eetvelt | Rudy Porter              | Mathias Vacek       | Belgique         |
| 10 juillet     | Championnat d'Europe du contre-la-montre espoirs      | Portugal    | Alec Segaert        | Fran Miholjević          | Eddy Le Huitouze    | Belgique         |
| 12 juillet     | Championnat d'Europe sur route espoirs                | Portugal    | Felix Engelhardt    | Mathias Vacek            | Davide De Pretto    | Belgique         |
| 18-28 août     | Tour de l'Avenir                                      | France      | Cian Uijtdebroeks   | Johannes Staune-Mittet   | Michel Hessmann     | Belgique         |
| 9-10 septembre | Orlen Nations Grand Prix                              | Pologne     | Morten Nørtoft      | Leslie Lührs             | Gleb Karpenko       | Belgique         |
| 20 septembre   | Championnat du monde du contre-la-montre espoirs      | Australie   | Søren Wærenskjold   | Alec Segaert             | Leo Hayter          | Belgique         |
| 24 septembre   | Championnat du monde sur route espoirs                | Australie   | Yevgeniy Fedorov    | Mathias Vacek            | Søren Wærenskjold   | Belgique         |

### Classement par nations
| #  | Pays            | Pts. |
| -- | --------------- | ---- |
| 1  | Belgique        | 115  |
| 2  | Norvège         | 101  |
| 3  | Allemagne       | 87   |
| 4  | Tchéquie        | 85   |
| 5  | Danemark        | 84   |
| 6  | Kazakhstan      | 65   |
| 7  | France          | 59   |
| 8  | Grande-Bretagne | 56   |
| 9  | Italie          | 49   |
| 10 | Estonie         | 48   |